# Berliet TDLR
Der Berliet TDLR (auch „TDLR7“ genannt, die 7 wies auf den Motor mit etwa 7 Litern Hubraum hin) war ein mittlerer Straßenschlepper, entworfen vom französischen Kraftfahrzeughersteller Berliet in Lyon im Jahr 1936.

## Geschichte, Technik
Die allgemeine Betriebserlaubnis  wurde im Januar 1936 erteilt. Es wurden für den Bau des Typs die Chassisnummern 151051–151100 reserviert, indessen ist in einer Aufstellung des Hauses Berliet über die 1930–1942 in Serie gebauten Typen der Berliet TDLR nicht erwähnt. Es liegt daher der Schluss nahe, dass es beim Bau eines Prototyps blieb.
Der wassergekühlte Dieselmotor des Typs MDBR hatte vier Zylinder, eine Bohrung von 120 und einen Hub von 160 mm, also einen Hubraum von 7238 cm³ und gab seine nicht genannte Höchstleistung bei 1700/min ab. Steuerlich war das Fahrzeug mit 19 Steuer-PS eingestuft. Das Getriebe hatte vier Vorwärtsgänge, dazu einen Rückwärtsgang. Der Radstand wird mit 3,12 m, die Länge mit 4,505 und die Breite mit 2,30 m angegeben.